# عمر بالما
عمر بالما (بالإسبانية: Omar Arnaldo palma)‏ (12 أبريل 1958 في الأرجنتين - 8 أكتوبر 2024) هو سياسي ولاعب كرة قدم أرجنتيني في مركز الهجوم. لعب مع روزاريو سنترال وريفر بليت ونادي أتليتيكو كولون وتيبورونيس روخوس دي فيراكروز.

## وصلات خارجية
- عمر بالما على موقع قاعدة بيانات كرة القدم.إي يو (الإنجليزية)
- عمر بالما على موقع عالم كرة القدم.نت (الإنجليزية)